# レオ3世 (ローマ教皇)
レオ3世（レオ3せい、Leo Ⅲ、750年? - 816年6月12日）は、ローマ教皇（在位：795年12月26日 - 816年6月12日）。

## 概説
ローマの貧民階級の出身者であったが、聖職者の道を歩んで頭角を現してゆき、遂に795年にローマ教皇に就任するに至った。しかし貧民階級出身者であるレオ3世に対して反発する者も少なくなく、799年には暗殺者に襲われて危うかったところを、かろうじて脱出してアルプスを越え、フランク王国のカール1世（大帝）のもとへ逃げ込んだ。
そしてカール1世の保護を受けてローマ教皇としてローマに戻った後、カール1世に受けた恩や東ローマ帝国庇護下にある東方教会と対抗するという経緯、およびローマ皇帝の座が797年より空位であるとみなされていた事情から、800年12月のクリスマスの日、サン・ピエトロ大聖堂でのミサの最中、カール1世に神聖ローマ皇帝の帝冠を授けた。ここに西欧の大実力者とローマ教皇の提携という、西欧の新たな歴史が花開くこととなったのである。
レオ3世は816年に死去し、1673年に列聖された。
カール1世に帝冠を授け、西欧に新たな歴史の扉を開いた教皇として、評価されている。